# علم داغستان
أعتمد علم جمهورية داغستان (بالروسية: Флаг Дагестана)(بالأوارية: Дагъистаналъул байрахъ)(بالأذرية: Дағыстан бајрағы) الحالي في يوم 26 شباط - فبراير من سنة 1994، ويتكون العلم الداغستاني من ثلاث الوان هي الأخضر والأزرق والأحمر مرتبة بشكل أفقي. وأجري على العلم الداغستاني تعديل في 19 تشرين الثاني - نوفمبر 2003 غيرت فيه نسبة العلم من 1:2 إلى 2:3، والشريط الأوسط من الأزرق الفاتح إلى الأزرق.

## معنى الوان العلم
- الأخضر: يرمز إلى الدين الإسلامي السائد في جمهورية داغستان.[1]
- الأزرق: يرمز إلى بحر قزوين.
- الأحمر: يرمز إلى الشجاعة والإخلاص. وكذلك يرمز إلى الدم المبذول دفاعا عن بلد الجبال.

## الألوان
أعلن عن نظام الألوان الرسمي في 19 نوفمبر 2003.
| المخطط                | الأخضر      | الأزرق      | الأحمر     |
| --------------------- | ----------- | ----------- | ---------- |
| سيان ماجنتا أصفر أسود | 100-0-50-42 | 100-66-0-35 | 0-80-86-16 |
| ألوان الويب           | #009349     | #0039A6     | #D52B1E    |
| أحمر أخضر أزرق        | 0-147-73    | 0-57-166    | 213-43-30  |

## أعلام سابقة

علم إمامة القوقاز (إمامة داغستان)
علم إمارة القوقاز الشمالي (1919-1920)
علم جمهورية شمال القوقاز الجبلية (1917–1920)
علم جمهورية الجبل الاشتراكية السوفيتية ذاتية الحكم (1921-1924)
علم جمهورية داغستان الاشتراكية السوفيتية المستقلة (1925–1927)
علم جمهورية داغستان الاشتراكية السوفيتية المستقلة (1927–1954)
علم جمهورية داغستان الاشتراكية السوفيتية المستقلة (1954-1991)
علم جمهورية داغستان الروسية (1994-2003)

## أعلام شعوب داغستان

علم شعب الآوار
علم شعب قوموق
علم شعب أغول
علم شعب نوغاي

## تنكيس العلم الداغستاني
- في 5 مايو/أيار عام 2012 تم تنكيس العلم الداغستاني والروسي في جميع أرجاء جمهورية داغستان. وذلك حدادا على أرواح ضحايا الانفجار المزدوج الذي هز العاصمة الداغستانية محج قلعة في 3 من مايو 2012، وأسفر عن مقتل 15 شخصا وجرح أكثر من مائة.[3]